# Nimbochromis venustus
Espèce
Statut de conservation UICN

 LC : Préoccupation mineure
Nimbochromis venustus est une espèce africaine de poissons d'eau douce de la famille des Cichlidae endémique du lac Malawi.

## Répartition
Nimbochromis venustus est endémique du lac Malawi (sur le territoire du Malawi) où elle a été observée essentiellement dans la partie sud. Elle n'a pas été signalée dans la partie nord du lac depuis 40 ans.

## Description
Nimbochromis venustus peut mesurer jusqu'à 25 cm de longueur totale mais sa taille habituelle est d'environ 22,5 cm.

## Aquariophilie

### Dimorphisme
Adulte cette espèce de Cichlidae est très simplement différenciable. En effet le mâle est clairement plus grand et plus coloré avec notamment la tête bleue. Il possède également la terminaison des nageoires impaires plus effilée.

### Croisement, hybridation, sélection
Il est impératif de maintenir cette espèce et le genre Nimbochromis seul ou en compagnie d'autres espèces, d'autres genres, mais de provenance similaire (lac Malawi), afin d'éviter toute facilité de croisement. Le commerce aquariophile a également vu apparaitre un grand nombre de spécimens provenant d'Asie notamment, aux couleurs plus farfelues ou albinos, cela étant dû à de la sélection, une hybridation ou des procédés chimiques de laboratoire, considérés comme barbares par beaucoup[réf. nécessaire].

### Zoo, captivité
- Le zoo de Francfort-sur-le-Main en Allemagne détient un certain nombre de spécimens[3].

## Dénominations
Cette espèce n'a pas de nom normalisé en français. Dans le commerce aquariophile, ce poisson est appelé « Haplo-Léopard » ou « Haplo-Paon ».
Au Malawi, cette espèce est appelée Chibang'ombi en chitonga, et Mbuna en chewa.

## Galerie

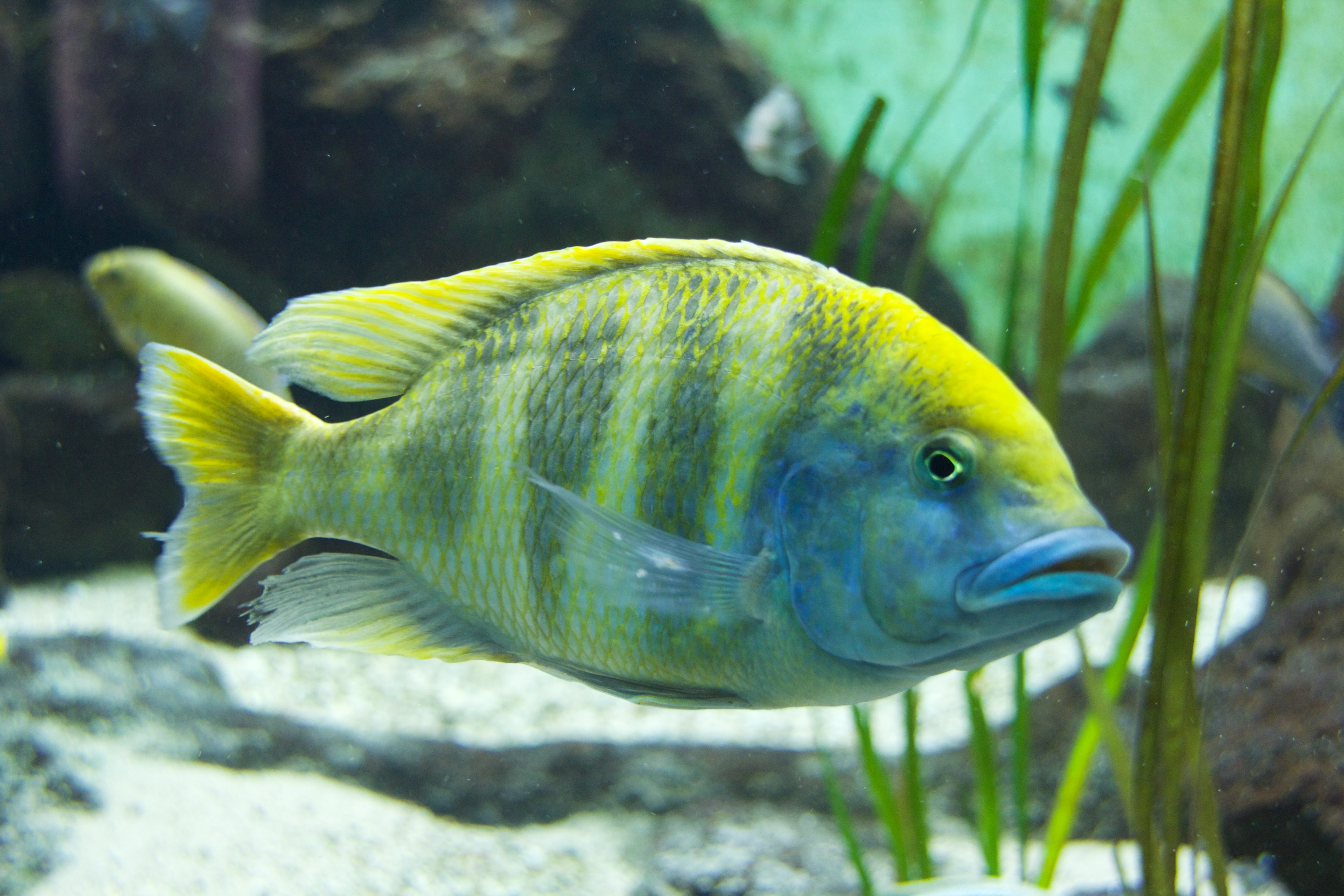
Mâle
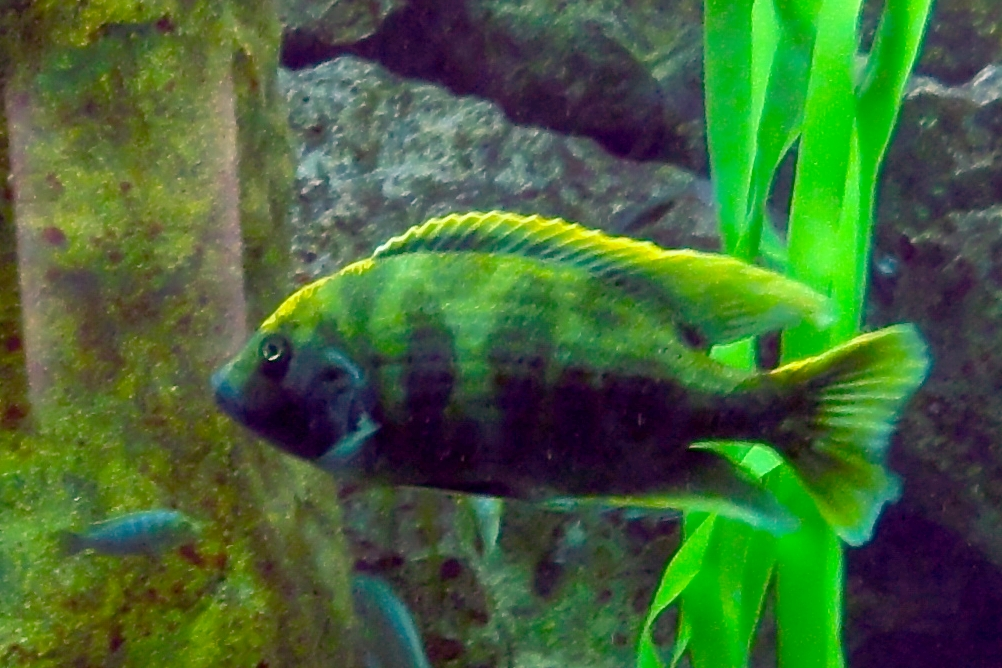
Mâle au zoo de Francfort-sur-le-Main.
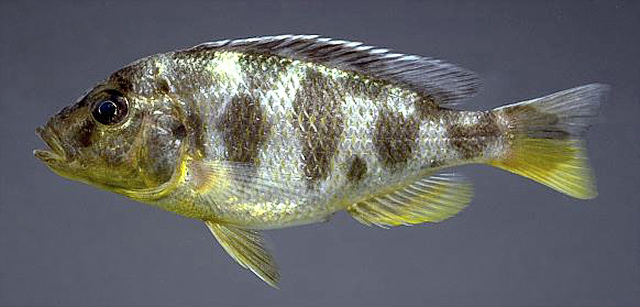
Femelle
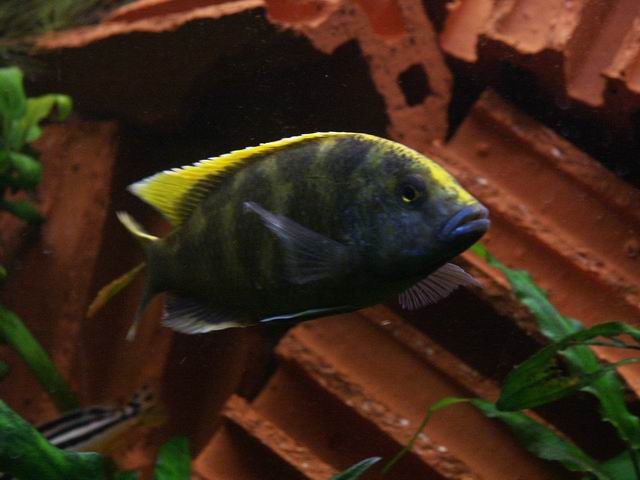
Mâle

## Statut de conservation
L’UICN classe cette espèce en "Préoccupation mineure" (LC). La principale menace pour cette espèce est la surpêche. Une baisse locale des captures de la pêche est enregistrée pour les régions du sud du lac. Cette espèce est principalement observée sur les substrats sableux côtiers, là où le déploiement de sennes de plage pourrait être empêché.

## Systématique
Le nom valide complet (avec auteur) de ce taxon est Nimbochromis venustus (Boulenger, 1908).
L'espèce a été initialement classée dans le genre Haplochromis sous le protonyme Haplochromis venustus Boulenger, 1908,.
Nimbochromis venustus a pour synonymes :
- Cyrtocara venusta (Boulenger, 1908)
- Haplochromis simulans Regan, 1922
- Haplochromis venustus Boulenger, 1908

### Publication originale
- (en) G. A. Boulenger, « Diagnoses of new fishes discovered by Capt. E. L. Rhoades in Lake Nyassa », Annals and Magazine of Natural History, Londres, Taylor & Francis, vol. 2, no 9,‎ septembre 1908, p. 238–243 (ISSN 0374-5481, OCLC 1481361, DOI 10.1080/00222930808692478, lire en ligne).